# 오수진 (기상 캐스터)
오수진(吳修眞, 1986년 5월 29일 ~ )은 대한민국의 기상 캐스터이다. 전 YTN을 거쳐 2011년 부터 KBS 공채 기상 캐스터로 근무하다가 2023년 9월 28일까지 활동했고 프리랜서로 전향하였다.

## 경력
- YTN 보도국 과학기상팀 기상 캐스터
- KBS 기상 캐스터 -  전) KBS 1TV 오전 5시 뉴스, KBS 뉴스광장, KBS 뉴스 5, KBS 뉴스 7 (2012년 ~ 2021년 12월 31일 금요일), KBS 2TV 굿모닝 대한민국 라이브 (2022년 ~ 2023년 9월 28일)

## 학력
- 2000년 ~ 2005년 성균관대학교 영어영문학과, 중어중문학과 학사

## 방송
- 2010년 YTN 스마트폰 따라잡기
- 2011년 YTN 사이언스 보물섬
- 2012년 KBS 1TV KBS 오전 5시 뉴스, KBS 뉴스광장
- 2016년 ~ 2021년 KBS 1TV KBS 5시 뉴스, KBS 7시 뉴스
- 2022년 KBS 2TV 굿모닝 대한민국 라이브
- 2022년 KBS 1TV KBS 뉴스 9
- 2022년 ~ 2023년KBS 2TV 해 볼만한 아침 M&W 날씨
- 2023년 KBS 1TV 아침마당 5월 1일 연예계 별별 홍보대사 9382회

## 라디오
- 2014년 KBS 쿨 FM 2시
- 2021년 ~ 2022년 Cpbc FM 행복을 여는 아침 출연
- 2023년 ~ Cpbc FM 오수진의 행복을 여는 아침| DJ

## 기타 활동
- 2012년 제4회 기후변화주간 녹색생활 홍보대사
- 2020년 KODA 생명나눔 홍보대사

## 인간 관계
- 같은 인천광역시 출신인 아나운서 정인영과 친분이 깊은 편이다.
- 전 쇼트트랙 선수였던 변천사와는 봉사활동을 통하여 친해진 사이이다.[1]
- 래퍼 스윙스와는 성균관대학교 영문학과 동기이기도 하다.